# Distrikt Pruntrut
Der Distrikt Pruntrut (französisch District de Porrentruy) war eine Verwaltungseinheit der Ersten Französischen Republik. Er bestand auf dem Gebiet des heutigen Kantons Jura in der Schweiz. Hauptort war Pruntrut (Porrentruy).
Ab dem 23. März 1793 war der Distrikt Teil des neu geschaffenen Départements Mont-Terrible, als der französische Nationalkonvent die vier Monate zuvor gegründete Raurakische Republik formell annektierte (diese wiederum war aus Territorien des früheren Fürstbistums Basel hervorgegangen). Der Distrikt Pruntrut umfasste acht Kantone:
- Kanton Chevenez
- Kanton Cornol
- Kanton Coeuve
- Kanton Epauvillers
- Kanton Pruntrut
- Kanton Saint-Brais
- Kanton Saint-Ursanne
- Kanton Saignelégier

Die Verfassung vom 5. Fructidor des Jahres III (22. April 1795) sah keine Distrikte als Verwaltungseinheit eines Départements mehr vor, sondern nur noch Kantone und Gemeinden. Das Gesetz vom 28. Pluviôse des Jahres VIII (17. Februar 1800) schuf Arrondissements als neue Verwaltungsebene. Aus den Gebieten der früheren Distrikte Porrentruy und Montbéliard entstand das Arrondissement Pruntrut im Département Haut-Rhin.